# حضارة نورتي شيكو

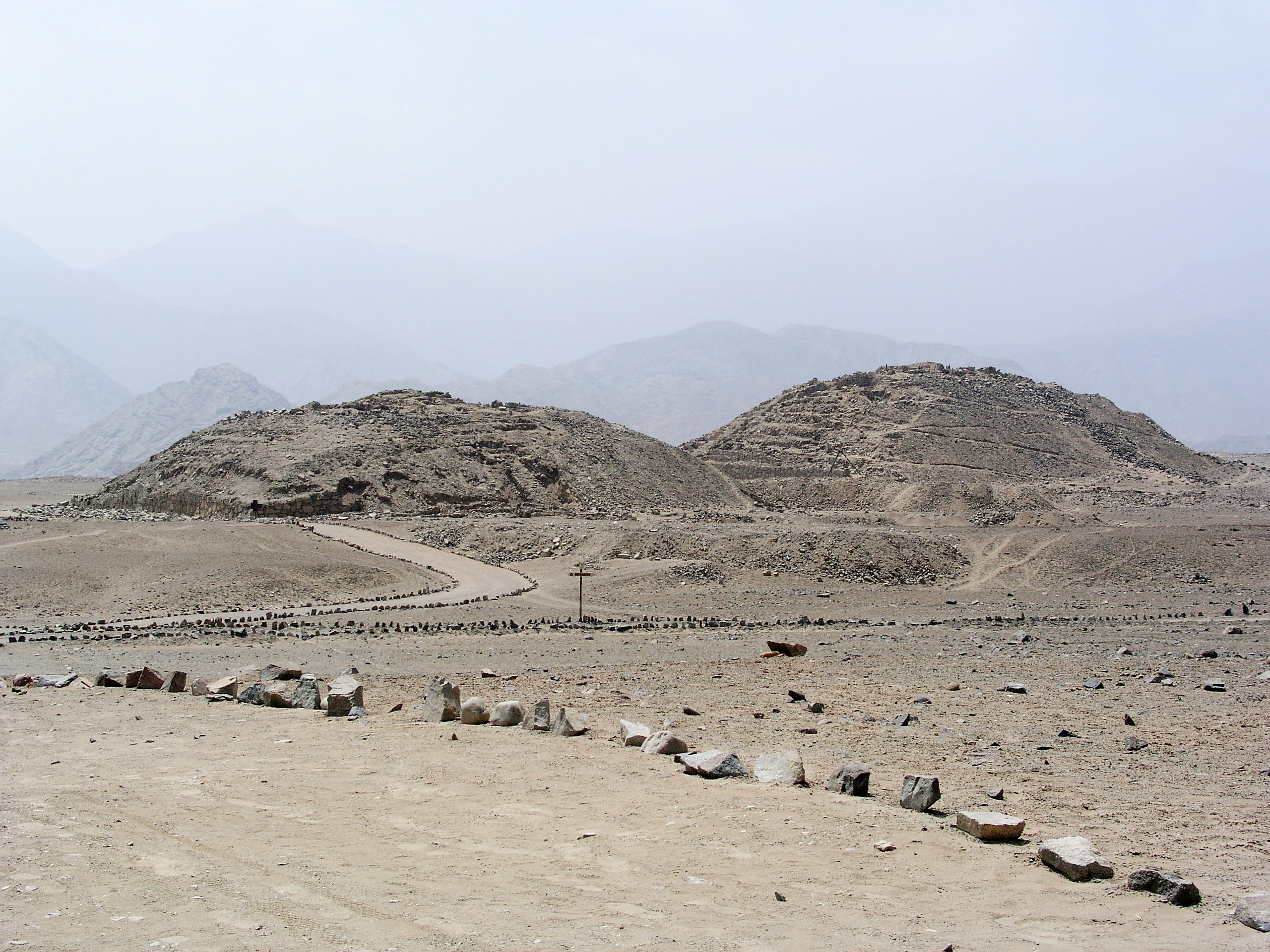

حضارة نورتي شيكو (بالإنجليزية: The  Norte Chico civilization )  (تعرف أيضًا باسم حضارة كارال أو كارال- سوب): مجتمع مركب في العصر ما قبل الكولومبي تضمن ما يقارب ثلاثين مركزًا سكانيًا رئيسيًا في ما يُعرف الآن بمنطقة نورتي شيكو الواقعة في المنطقة الشمالية الوسطى من البيرو. ازدهرت الحضارة بين الألفية الرابعة والثانية قبل الميلاد، مع تأسيس هواريكانغا، أول مدينة في منطقة فورتاليزا التي يعود تاريخها إلى عام 3500 قبل الميلاد. انتشرت المستوطنات البشرية والبناء المجتمعي المحلي منذ مطلع العام 3100 قبل الميلاد على نطاق واسع وأصبحت جليّة واضحة المعالم، واستمرت على هذا الحال حتى الوصول لفترة من الانحدار نحو عام 1800 قبل الميلاد. منذ أوائل القرن الحادي والعشرين ثَبُت أنها أقدم حضارة معروفة في الأمريكتين.
ازدهرت هذه الحضارة على امتداد ثلاثة أنهار، نهر الفورتاليزا، والباتيفيلكا، والسوب. تحتوي وديان هذه الأنهار على مجموعات كبيرة من المواقع. في أقصى الجنوب، يوجد العديد من المواقع المرتبطة على طول نهر هوارا. يُشتّق الاسم البديل، كارال سوب، من مدينة كارال الواقعة في وادي سوب، وهو موقع ضخم لحضارة نورت شيكو ومدروس جيدًا. نشأ مجتمع مركب في نورت شيكو بعد ألف عام من قيام حضارة سومر (السومرية) في بلاد ما بين النهرين، وكان معاصرًا للأهرامات المصرية، وقد سبق ظهور شعب الأولمك في أمريكا الوسطى بنحو ألفي عام.
حسب مصطلحات علم الآثار، تصنَّف نورتي شيكو على أنها جزء من حضارات العصر الحجري ما قبل الفخاري (الخزفي) في أواخر العصر ما قبل الكولومبي القديم؛ إذ افتقرت تمامًا للمواد الخزفية، ويبدو أنها لم تمتلك تقريبًا أي فن بصري. كان الإنجاز الأكثر إثارة للإعجاب في الحضارة هو هندستها المعمارية الضخمة، بما في ذلك مَصاطِب التلال الترابية الكبيرة والساحات الدائرية الغائرة. تشير الدلائل الأثرية إلى استخدام تقنية الغزل والنسيج، وربما عبادة رموز الإله المشترك، وتكرر ظهورهما لدى ثقافات الأنديز في العصر ما قبل الكولومبي. من المفترض أن تكون الحكومة الحديثة ملزمةً بإدارة نورتي شيكو القديمة. تبقى التساؤلات حول تنظيمها -وخاصة تأثير الموارد الغذائية- على عاتق السياسة.
كان علماء الآثار على دراية بالمواقع القديمة في المنطقة منذ الأربعينيات على أقل تقدير؛ فبدأ العمل المبكر في موقع أسبيرو الساحلي، وهو موقع حُدّد في وقت مبكر من عام 1905،  ثم أُتبِع بموقع كارال الداخلي. في أواخر التسعينيات، قدم علماء الآثار في البيرو -بقيادة روث شادي- أول توثيق ممتد للحضارة عبر العمل في موقع كارال. قدّم بحث عام 2001 ضمن صحيفة «ساينس (العلوم)» دراسةً استقصائية حول أبحاث كارال، ووصفت مقالةُ عام 2004 ضمن المجلة الدورية «نيتشر (الطبيعة)» العملَ الميداني وعمليةَ التأريخ بالكربون المشع الذي يعود تاريخه إلى منطقة أوسع. كشف البحث والمقال عن الأهمية الكاملة لنورتي شيكو، ما أدى إلى جذب الاهتمام الواسع النطاق.

## التاريخ والجغرافية
وضعت نورتي شيكو أسسًا مسبقة للمجتمعات المركبة في منطقة بيرو قبل أكثر من ألف عام. لطالما اعتُبرت ثقافة تشافين، نحو عام 900 قبل الميلاد، الحضارة الأولى في المنطقة. إذ ما يزال يُستشهد بها بانتظام ضمن الأعمال العامة.
حوّل اكتشاف نورتي شيكو أيضًا تركيز البحث بعيدًا عن مناطق المرتفعات في جبال الأنديز والأراضي المنخفضة الملاصقة للجبال (حيث كانت المراكز الرئيسة لحضارة تشافين، ثم الإنكا لاحقًا) إلى بيرو الشاطئية أو المناطق الساحلية. تقع نورتي شيكو في المنطقة الشمالية الوسطى من الساحل، على بعد نحو 150 إلى 200 كم شمال ليما، ويحدها وادي لورين جنوبًا ووادي كاسما شمالًا. تضم أربعة أودية ساحلية: هوارا وسوب وباتيفيلكا وفورتاليزا؛ تتركز المواقع المعروفة في الأودية الثلاثة الأخيرة التي تشترك في السهل الساحلي المشترك. لا تغطي الأودية الرئيسة الثلاثة سوى 1800 كيلومتر مربع، وقد أكد البحث على كثافة المراكز السكانية.
يبدو أن ساحل البيرو مرشح «غير مُرجّح، أو حتى شاذ» لعملية التطور «الأولي» للحضارة، بالمقارنة مع المراكز العالمية الأخرى. إذ إنه قاحل للغاية، ويحده صحراوا الظل المطري (تسببهما جبال الأنديز شرقًا، والرياح التجارية من المحيط الهادئ غربًا). يتخلل المنطقة أكثر من 50 نهر يحمل مياه ذوبان الثلوج في الأنديز. يُعتبر تطوير نظام الري واسع النطاق من مصادر المياه هذه عاملاً حاسماً في ظهور نورتي شيكو؛ إذ عُثِر على جميع المباني المعمارية الضخمة في مواقع مختلفة بالقرب من قنوات الري.
نتيجةً لعمل جوناثان هاس وآخرون بتأريخ الكربون المشع، وُجِد أن 10 من أصل 95 عينة مأخوذة من منطقتي باتيفيلكا وفورتاليزا تعود إلى ما قبل 3500 سنة قبل الميلاد؛ توفر العينة الأقدم بينها -التي يعود تاريخها إلى 9210 سنة قبل الميلاد- «مؤشرًا محدودًا» للمستوطنة البشرية خلال فترة العصر ما قبل الكولومبي الحديث. يعود تاريخ عينتين أخريين لعام 3700 قبل الميلاد، وترتبطان بالهندسة المعمارية الجماعية، ولكن من المرجح أن تكونا شاذتين. أصبحت المستوطنات البشرية والبناء المجتمعي المحلي منذ العام 3200 قبل الميلاد فصاعدًا جليّة واضحة المعالم على نطاق واسع. يقترح «مان»، في دراسة استقصائية للأدب في عام 2005، تاريخ بداية فترة تكوين نورتي شيكو «في وقتٍ ما قبل 3200 قبل الميلاد، وربما قبل 3500 قبل الميلاد». يشير إلى أن أقرب تاريخ يرتبط بدقة بالمدينة هو 3500 قبل الميلاد، في هواريكانغا، في منطقة فورتاليزا شمالًا، بناءً على تواريخ هاس.
تشير تواريخ هاس المبكرة في الألفية الثالثة إلى أن تطور المواقع الساحلية قد حدث بالتوازي مع المواقع الداخلية، ولكن من فترة 2500 إلى 2000 قبل الميلاد، خلال فترة التوسع الأكبر، انتقل السكان وحركة التنمية بشكل حاسم نحو المواقع الداخلية. إذ حدثت جميع التطورات على ما يبدو في مواقع داخلية كبيرة مثل كارال، رغم أنها بقيت تعتمد على الأسماك والمحار من الساحل. تتزامن الذروة في التواريخ مع تواريخ شادي في كارال، التي تظهر الإقامة من 2627 قبل الميلاد إلى 2020 قبل الميلاد. ما تزال المواقع الساحلية المطورة بالتزامن مع الداخلية موضعًا للخلاف.
مع ذلك، نحو 1800 قبل الميلاد، بدأت حضارة نورتي شيكو بالانحدار، مع ظهور مراكز أكثر قوة في الجنوب والشمال على طول الساحل، ومن الشرق داخل حزام جبال الأنديز. ربما يكون نجاح نورتي شيكو في الزراعة القائمة على الري قد ساهم في ازدهارها. يلاحظ البروفيسور في علم الإنسان والأنثروبولوجيا وينفريد كريمر من جامعة إلينوي الشمالية أنه «عندما تبدأ هذه الحضارة بالانحدار، نبدأ بالعثور على قنوات ممتدة في الشمال. إذ كان الناس يتنقلون إلى أرض أكثر خصوبة آخذين معهم معرفتهم بالري».